# Klas Lindquist
Klas Lindquist, född den 6 maj 1975 i Göteborg, är en svensk jazzmusiker, kompositör och arrangör. 
Lindquists huvudinstrument är altsax och klarinett. Han var tidigt medlem i det unga traditionella jazzbandet Second Line Jazzband och i Bohuslän Big Band, ett av Sveriges få professionella storband. Hösten 1997 lämnade Lindquist Göteborg och flyttade till New York för att studera vid Mannes College of Music i. Tillbaka i Sverige igen valde han att studera komposition på Kungliga Musikhögskolan i Stockholm med start hösten 2001. 
Lindquist har lett en hel del egna grupper såsom Klas Lindquist Nonet, ett niomannaband med fokus på hans kompositioner och arrangemang, samt Klas Lindquist Quartet tillsammans med gitarristen Erik Söderlind. Bland de andra band och musiker som Lindquist spelat med kan nämnas Ulf Johansson Werre, Mathias Algotsson, Stockholm Swing All Stars, Björn Ingelstam, Snorre Kirk, Claes Janson Band, Stockholm Voices, Champian Fulton och Glenn Miller Orchestra Scandinavia.

## Priser och utmärkelser
- 1996 - Föreningen Tradjazzens Vänners Armstrongstipendium
- 2005 - Arne Domnérus Guldsaxen[2]
- 2006 - Alice Babs jazzstipendium
- 2006 - Första pris från Brussels Jazz Orchestra International Composition Contest
- 2011 - Stockholms stads kulturstipendium
- 2014 - Second Line-stipendiet[3]
- 2015 - Sten A Olssons kulturstipendium

## Diskografi
- 2008 - Klas Lindquist Nonet: Lift Off (Phono Suecia / PSCD 179)[4]
- 2009 - Klas Lindquist Nonet: You need it (Imogena IGCD 169)[5]
- 2015 - Klas Lindquist kvartett: The song is you (Do Records DMRCD 029)[6]
- 2023 - Klas Lindquist Nonet: Alternative Source of Energy (TengTones TT018)